# هاري سبنسر (لاعب اتحاد الرغبي)
هاري سبنسر (بالإنجليزية: Harry Spencer)‏ هو لاعب اتحاد الرغبي بريطاني، ولد في 12 يوليو 1988.